# 中央資料隊
中央資料隊（ちゅうおうしりょうたい、英語：Central Intelligence Service Unit ; C-ISU）は、陸上自衛隊市ヶ谷駐屯地に駐屯していた防衛大臣直轄の情報部隊で2007年（平成19年）3月27日に廃止され、翌28日、中央情報隊隷下の基礎情報隊に再編された。

## 概要
陸上幕僚監部調査部（現運用支援・情報部）に対する情報支援（出版物の翻訳、地誌資料の収集・作成および解析、国賓等に対する通訳支援）を主任務としていた。なお、1967年（昭和42年）当時の中央資料隊の隊員数は229名であった。
過去には各方面隊にも方面資料隊が編成されていたが、1978年（昭和53年）1月に方面総監部調査部の資料課に吸収され廃止された（2010年（平成22年）以降、方面情報隊として順次編制開始）。

## 沿革
資料隊
- 1954年（昭和29年）10月15日：資料隊が越中島駐とん地において編成。

中央資料隊
- 1956年（昭和31年）7月12日：資料隊（越中島駐とん地）が中央資料隊に改称。
- 1960年（昭和35年）1月14日：中央資料隊が越中島駐とん地から市ヶ谷駐屯地に移駐。
- 1967年（昭和42年）5月17日：中央資料隊が市ヶ谷駐屯地から檜町分屯地に移駐。
- 1974年（昭和49年）4月11日：檜町分屯地が駐屯地に昇格。
- 2000年（平成12年）3月：中央資料隊が檜町駐屯地から市ヶ谷駐屯地に移駐。
- 2007年（平成19年）3月27日：中央資料隊（市ヶ谷駐屯地）が廃止。

## 廃止時の組織
- 中央資料隊本部
- 第1科（東欧諸国に関する情報資料の収集整理を担当）
- 第2科（中近東諸国を除くアジア諸国に関する情報資料の収集整理を担当）
- 第3科（北米および中南米諸国、西欧諸国、中近東諸国およびアフリカ諸国に関する情報資料の収集整理を担当）
- 第4科（国内に関する情報資料の収集整理を担当）
- 第5科（2個以上の科（整理科と電子計算機科は除く）の所掌事務に関連する情報資料の総合的な収集整理、並びに外国文書等の翻訳および通訳を担当）
- 技術科（科学技術情報資料の収集整理を担当）
- 地誌科（国内および国外の自然および人文地理の調査、資料の整理、地誌の編纂、地域研究並びにこれらに必要な理論、技術の研究を担当）
- 整理科（情報資料の接受と選別および整理保管、海外報道の受信、情報資料の複製等の業務を担当）
- 電子計算機科（電子計算機の管理および運用を担当）

| 代 | 氏名                 | 在職期間                                                    | 前職                                                   | 後職                                                         |
| -- | -------------------- | ----------------------------------------------------------- | ------------------------------------------------------ | ------------------------------------------------------------ |
| 01 | 樋口忠 （2等陸佐）   | 1954年10月15日 - 1955年11月14日                             |                                                        |                                                              |
| 02 | 宮崎正雄 （2等陸佐） | 1955年11月15日 - 1959年03月16日                             | 防衛大学校総務部管理課長                               | 陸上幕僚監部第2部勤務                                        |
| 03 | 渡部悦郎             | 1959年03月17日 - 1960年07月31日 ※1960年02月01日 1等陸佐昇任 | 第4管区総監部補給課長                                  | 陸上幕僚監部補給課需品班長                                   |
| 04 | 鈴木義雄             | 1960年08月01日 - 1963年03月15日 ※1961年07月01日 1等陸佐昇任 | 東北方面総監部勤務                                     | 第29普通科連隊長 兼 倶知安駐とん地司令                       |
| 05 | 広瀬進               | 1963年03月16日 - 1965年03月15日                             | 陸上自衛隊調査学校研究員                               | 第5普通科連隊長                                              |
| 06 | 大平四年生           | 1965年03月16日 - 1967年07月16日                             | 西部方面総監部第2部長                                  | 陸上幕僚監部付 →1968年1月1日 退職（陸将補昇任）              |
| 07 | 林憲男               | 1967年07月17日 - 1970年07月15日                             | 東部方面総監部付                                       | 陸上幕僚監部第2部勤務                                        |
| 08 | 平原一男             | 1970年07月16日 - 1972年07月16日                             | 西部方面総監部第2部長                                  | 中央資料隊勤務                                               |
| 09 | 大橋政夫             | 1972年07月17日 - 1974年03月15日                             | 陸上自衛隊航空学校第1教育部長                          | 調達実施本部 宇都宮駐在官事務所長                            |
| 10 | 池本愈               | 1974年03月16日 - 1976年03月15日                             | 中部方面総監部第2部長                                  | 陸上自衛隊調査学校長 （陸将補昇任）                          |
| 11 | 松田哲郎             | 1976年03月16日 - 1977年07月31日                             | 富士教導団副団長                                       | 陸上幕僚監部総務課付 →1977年10月12日 停年退官 （陸将補昇任） |
| 12 | 山田尚志             | 1977年08月01日 - 1979年01月09日                             | 第39普通科連隊長 兼 弘前駐とん地司令                   | 中央調査隊長                                                 |
| 13 | 廣木亨 （陸将補）    | 1979年01月10日 - 1980年07月31日                             | 第5師団司令部幕僚長                                    | 陸上幕僚監部付 →1981年1月1日 退職                            |
| 14 | 狩野信行 （陸将補）  | 1980年08月01日 - 1981年07月31日                             | 中央資料隊勤務                                         | 第1師団副師団長 兼 練馬駐とん地司令                          |
| 15 | 鈴木覺 （陸将補）    | 1981年08月01日 - 1982年06月30日                             | 陸上幕僚監部調査部調査第2課勤務                        | 陸上自衛隊調査学校長                                         |
| 16 | 志賀謙三             | 1982年07月01日 - 1984年03月15日                             | 中部方面総監部調査部長                                 | 自衛隊熊本地方連絡部長                                       |
| 17 | 金澤孝一             | 1984年03月16日 - 1986年03月16日 ※1985年12月03日 陸将補昇任  | 第37普通科連隊長 兼 信太山駐屯地司令                   | 北部方面総監部幕僚副長                                       |
| 18 | 小林三郎             | 1986年03月17日 - 1987年07月31日                             | 陸上自衛隊調査学校研究部長                             | 退職（陸将補昇任）                                           |
| 19 | 鍬田利夫             | 1987年08月01日 - 1989年03月31日                             | 陸上自衛隊九州地区補給処副処長                         | 退職（陸将補昇任）                                           |
| 20 | 出口猛               | 1989年04月01日 - 1990年07月08日                             | 中部方面総監部総務部長                                 | 第4師団副師団長 兼 福岡駐屯地司令                            |
| 21 | 緒方宏               | 1990年07月09日 - 1993年03月31日                             | 防衛大学校教授                                         | 退職（陸将補昇任）                                           |
| 22 | 園部宏明             | 1993年04月01日 - 1995年06月29日                             | 陸上幕僚監部調査部調査第2課長                          | 第4施設団長 兼 大久保駐屯地司令                              |
| 23 | 山岸征洋             | 1995年06月30日 - 1996年06月30日                             | 陸上幕僚監部人事部募集課長                             | 第4師団副師団長 兼 福岡駐屯地司令                            |
| 24 | 嶋野隆夫             | 1996年07月01日 - 1997年12月07日                             | 統合幕僚会議事務局第1幕僚室 総務運営調整官 兼 総務班長 | 陸上自衛隊調査学校長 （陸将補昇任）                          |
| 25 | 村田拓生             | 1997年12月08日 - 1999年07月31日                             | 第1空挺団副団長                                        | 中央調査隊長                                                 |
| 26 | 山縣正明             | 1999年08月01日 - 2002年12月01日                             | 第2師団司令部幕僚長                                    | 退職（陸将補昇任）                                           |
| 27 | 横山一               | 2002年12月02日 - 2004年03月31日                             | 第8師団司令部幕僚長                                    | 退職（陸将補昇任）                                           |
| 28 | 森節夫               | 2004年04月01日 - 2006年12月05日                             | 第2師団司令部幕僚長                                    | 退職（陸将補昇任）                                           |
| 末 | 宇都昌治             | 2006年12月06日 - 2007年03月27日                             | 情報本部                                               | 中央情報隊副隊長                                             |